# José Massaguer
José Massaguer Sitjà, en catalán, Josep Massaguer i Sitjà (Badalona, Cataluña, 24 de julio de 1928), es un exjugador de baloncesto español.   

## Trayectoria
A los 14 años ingresó como juvenil en el UE Montgat, en cuyo primer equipo debutó tres años después.
En 1949 fue destinado al protectorado español de Marriecos para cumplir el servicio militar. Allí jugó en el equipo de Tetuán, en donde coincidió con el internacional Luis Trujillano. Licenciado en 1950, a su regreso de África fichó por el Joventut, llegando a ganar una copa. En la temporada 1955-56 ficha por el Orillo Verde de Sabadell. 
En la temporada 1959-60 ficha por el Bàsquet Manresa, donde juega dos años y se retiraría de la práctica activa del baloncesto. 
Después se dedicaría a ser entrenador, entrenando en el Laietá, en las categorías inferiores de la Penya, Sant Adrià y  en el Bàsquet Manresa.